# 18156 Kamisaibara
18156 Kamisaibara è un asteroide della fascia principale. Scoperto nel 2000, presenta un'orbita caratterizzata da un semiasse maggiore pari a 3,0060484 UA e da un'eccentricità di 0,0288965, inclinata di 9,17790° rispetto all'eclittica.